# Dorothea Lambert Chambers
Dorothea Lambert Chambers (Ealing, 3 de Setembro de 1878 - Kensington, 7 de Janeiro de 1960) foi uma tenista britânica.

## Grand Slam finais

### Simples: 11 (7 títulos, 4 vices)
| Resultado | Ano   | Campeonato    | Oponente                | Placar         |
| Campeã    | 19031 | Wimbledon     | Ethel Thomson Larcombe  | 4–6, 6–4, 6–2  |
| Campeã    | 1904  | Wimbledon (2) | Charlotte Cooper Sterry | 6–0, 6–3       |
| Vice      | 1905  | Wimbledon     | May Sutton              | 3–6, 4–6       |
| Campeã    | 1906  | Wimbledon (3) | May Sutton              | 6–3, 9–7       |
| Vice      | 1907  | Wimbledon     | May Sutton              | 1–6, 4–6       |
| Campeã    | 1910  | Wimbledon (4) | Dora Boothby            | 6–2, 6–2       |
| Campeã    | 1911  | Wimbledon (5) | Dora Boothby            | 6–0, 6–0       |
| Campeã    | 19132 | Wimbledon (6) | Winifred Slocock McNair | 6–0, 6–4       |
| Campeã    | 1914  | Wimbledon (7) | Ethel Thomson Larcombe  | 7–5, 6–4       |
| Vice      | 1919  | Wimbledon     | Suzanne Lenglen         | 8–10, 6–4, 7–9 |
| Vice      | 1920  | Wimbledon     | Suzanne Lenglen         | 3–6, 0–6       |